# Абу Саид Усман III
Абу Саид Усман III ибн Абу-ль-Аббас ибн Абу Салим, или Абу Саид Усман III (ум. 1398) — маринидский султан Марокко в 1398—1420 годах. Он был последним эффективным правителем своей династии и поднялся на трон в 16 лет. В 1410 году он безуспешно пытался отбить Гибралтар у эмирата Гранада. В 1415 году португальцы захватили порт Сеута. Султан потерпел неудачу в попытке вернуть Сеуту и вскоре был убит. Его визирь получил контроль над королевством, установив династию Ваттасидов в Марокко.

## Биография

### Осада Гибралтара
Гарнизон Гибралтара восстал в 1410 году против правителя Гранады Юсуфа III и заявил о верности Абу Саиду Усману III. Султан послал своего брата Абу Саида взять на себя командование армией, насчитывавшей около 1000 всадников и 2000 пехотинцев. Они заняли ряд замков в этом районе, а также порты Эстепона и Марбелья. Гранадское контрнаступление в 1411 году отбросило Абу Саида обратно в Гибралтар, где он укрылся. Сын Юсуфа III Ахмад осадил Гибралтар и пресёк несколько вылазок марокканцев. В конце концов предатель в рядах гарнизона помог осаждающим войти в город. Гранадцы штурмовали цитадель, заставив Абу Саида сдаться, и восстановили контроль над Гибралтаром.
Абу Саид Усман III написал Юсуфу III, прося казнить Абу Саида за капитуляцию. Вместо этого султан Гранады дал Абу Саиду под командование армию и отправил обратно в Марокко, чтобы положить конец безуспешному восстанию против Абу Саида Усмана III.

### Сеута
В 1415 году король Португалии Жуан I захватил Сеуту. Это завоевание ознаменовало начало заморской европейской экспансии. Португальский захват Сеуты застал марокканцев врасплох. В 1419 году Абу Саид Усман III привёл армию, чтобы вернуть город, но осада Сеуты не удалась. В осаждающие силы входили войска Абу Саида Усмана III и союзные войска из Гранады. Португальский гарнизон Сеуты возглавлял Педру де Менезиш, 1-й граф Вила-Реаль. Португальцы собрали флот под командованием принцев Энрике Мореплавателя и Жуана, чтобы снять осаду Сеуты. По словам летописцев, флот не понадобился: в смелом гамбите Педру де Менезиш вывел португальский гарнизон против осадного лагеря Маринидов и заставил снять осаду до того, как флот прибыл.

### Гибель и преемственность
Неспособность вернуть Сеуту вызвала широкое недовольство султаном и нестабильность в маринидском государстве. Это завершилось переворотом в Фесе в 1420 году, в котором султан Абу Саид Усман III был убит, оставив лишь однолетнего сына Абу Мухаммада Абд аль-Хака II в качестве наследника. Сразу же вспыхнула борьба за трон, появились другие претенденты. В смуту вмешались правители Гранады и Абдальвадиды Королевства Тлемсен, которые продвигали своих кандидатов на марокканский трон.
В то время Абу Закария Яхья аль-Ваттаси служил в качестве губернатора Сале. Узнав об убийстве султана, Абу Закария поспешил из Сале и захватил контроль над королевским дворцом Феса, провозгласив сироту Абд аль-Хакка новым султаном и назначив себя регентом и визирем. Марокко быстро погрузился в хаос и анархию. Продолжались интервенции и интриги Гранады и Тлемсена, губернаторы захватывали контроль над своими районами, религиозные радикалы, вдохновлённые суфиями, поднимали народ на захват городов, а кочевые племена бедуинов Бану Хилаль, воспользовавшись общей слабостью сил правопорядка, начали серию бандитских набегов на небольшие города и поселения. Однако визирь Абу Закария Яхья аль-Ваттаси в конечном итоге укрепил властный аппарат, став основателем династии Ваттасидов сначала визирей, а позже — султанов.